# Red 7
Red 7 – brytyjska grupa muzyki pop założona w 1984 roku przez Mike Rutherforda w składzie: Mike Rutherford, Michael Becker, Paul Revelli, Gene Stashuk.
Grupa grała typowy dla muzyki pop lat 80. repertuar – ekspresywny, rytmiczny rock, silnie oparty na muzyce elektronicznej. Grupa istniała niespełna trzy lata (do 1987). W tym czasie wydała dwa albumy: Red 7 w 1985 i When The Sun Goes Down w 1987. Są one dziś prawdziwą rzadkością na rynku. Ich dwie piosenki z pierwszego albumu zostały wykorzystane w znanych filmach z lat 80.: Heartbeat w filmie Łowca (1986) oraz serialu TV Policjanci z Miami (1984) i Less Than Perfect w filmie Odkrywcy z 1985.